# Lamb (Familienname)
Lamb ist ein englischer Familienname.

## Namensträger
- Aeta Lamb (1886–1928), britische Suffragette
- Alfred William Lamb (1824–1888), US-amerikanischer Politiker
- Andrew Lamb (* 1958), US-amerikanischer Jazz-Musiker (Flöte, Tenorsaxophon), Komponist und Bandleader
- Annabel Lamb (* 1955), britische Sängerin und Songwriterin
- Arthur B. Lamb (1880–1952), US-amerikanischer Chemiker
- Ben Lamb (Pokerspieler) (Benjamin Lamb; * 1985), US-amerikanischer Pokerspieler
- Ben Lamb (Schauspieler) (* 1989), US-amerikanischer Schauspieler
- Brady Lamb (* 1988), kanadischer Eishockeyspieler
- Carl Lamb (1905–1968), deutscher Kunsthistoriker, Filmemacher und Fotograf
- Caroline Lamb (1785–1828), britische Schriftstellerin
- CeeDee Lamb (* 1999), US-amerikanischer Footballspieler
- Charles Lamb (Barry Cornwall; 1775–1834), englischer Dichter
- Chris Lamb (Christopher John Lamb; 1950–2009), britischer Botaniker
- Christina Lamb (* 1966), britische Journalistin
- Christopher Lamb (Perkussionist) (* 1959), US-amerikanischer Perkussionist
- Christopher Lamb (Journalist) (* 1982), britischer Journalist
- Christopher Lamb (Skispringer) (* 1989), US-amerikanischer Skispringer
- Conor Lamb (* 1984), US-amerikanischer Politiker
- Delbert Lamb (1914–2010), US-amerikanischer Eisschnellläufer
- Derek Lamb (1936–2005), britischer Dokumentar- und Trickfilmer
- Dominick Lamb (* 1977), US-amerikanischer Rapper und Musikproduzent siehe Nottz
- Dominique Lamb (* 1985), US-amerikanische Volleyballspielerin
- Doron Lamb (* 1991), US-amerikanischer Basketballspieler
- Dorothy Lamb (1887–1967), britische Klassische Archäologin
- Douglas Lamb (* 1968), belizischer Radrennfahrer
- Edmund Lamb (1863–1925), britischer Politiker
- Emily Lamb (1787–1869), englische Adlige
- Ernest Lamb, 1. Baron Rochester (1876–1955), britischer Politiker der Labour Party
- Geoff Lamb, australischer Filmeditor
- Henry Lamb (1883–1960), britischer Maler
- Horace Lamb (1849–1934), britischer Mathematiker und Physiker
- Hubert Lamb (1913–1997), englischer Klimatologe
- Hugh Lamb (1946–2019), englischer Herausgeber von Horror- und Phantastik-Anthologien
- Jeremy Lamb (* 1992), US-amerikanischer Basketballspieler
- John Lamb (Politiker, 1790) (1790–1862), australischer Politiker (New South Wales)
- John Lamb (Politiker, 1840) (1840–1924), US-amerikanischer Politiker (Virginia)
- John Lamb (Filmproduzent) (1917–2006), US-amerikanischer Filmproduzent, Regisseur, Drehbuchautor und Kameramann
- John Lamb (Musiker) (* 1933), US-amerikanischer Jazzmusiker
- John Lamb (Baseballspieler, 1946) (* 1946), US-amerikanischer Baseballspieler
- John Lamb (Animator), US-amerikanischer Animator, Regisseur und Produzent
- John Lamb (Baseballspieler, 1990) (* 1990), US-amerikanischer Baseballspieler
- John Edward Lamb (1852–1914), US-amerikanischer Politiker
- Joseph Lamb (1887–1960), US-amerikanischer Ragtime-Pianist und -komponist
- Katie Lamb (* 1997), amerikanische Sportkletterin
- Larry Lamb (1929–2000), britischer Journalist
- Larry Lamb (Schauspieler) (* 1947), britischer Schauspieler
- Marcus Lamb (1957–2021), US-amerikanischer Unternehmer, Motivationstrainer, Buchautor sowie Prediger
- Maria Lamb (* 1986), US-amerikanische Eisschnellläuferin
- Mark Lamb (* 1964), kanadischer Eishockeyspieler und -trainer
- Mary Ann Lamb (1764–1847), englische Schriftstellerin
- Matt Lamb (1932–2012), irisch-amerikanischer Maler
- Mike Lamb (* 1975), US-amerikanischer Baseballspieler
- Natalie Lamb (1932–2016), US-amerikanische Jazzsängerin
- Nigel Lamb (* 1956), britischer Kunstflugpilot
- Norman Lamb (* 1957), britischer Politiker
- Paul Lamb (* 1955), britischer Bluesmusiker
- Peadar Lamb (1929–2017), irischer Schauspieler
- Peter Lamb (Tennisspieler) (* 1959), südafrikanischer Tennisspieler
- Peter J. Lamb (Peter James Lamb; 1947–2014), neuseeländischer Meteorologe
- Richard-William Lamb (1907–1974), australischer Radrennfahrer
- Robert Lamb (Bischof) (* um 1703; † 1769), englischer Bischof
- Ryan Lamb (* 1986), englischer Rugbyspieler
- Sarah Lamb (Medizinerin), Medizinerin und Hochschullehrerin
- Sarah Lamb (Tänzerin), Balletttänzerin
- Terry Lamb (* 1961), australischer Rugbyspieler
- Thomas Lamb (Designer) (1896–1988), US-amerikanischer Industriedesigner und Illustrator
- Thomas F. Lamb (* 1922), US-amerikanischer Politiker (Pennsylvania)
- Thomas W. Lamb (1870–1942), US-amerikanischer Architekt
- Todd Lamb (* 1971), US-amerikanischer Politiker
- Ursula Lamb (1914–1996), US-amerikanische Historikerin
- Valentine Lamb († 2015), irischer Journalist und Herausgeber
- Wally Lamb (* 1950), US-amerikanischer Schriftsteller
- Walter Rangeley Maitland Lamb (1882–1961), britischer Klassischer Philologe
- Ward Lamb (* 1953), amerikanischer Maler
- William Lamb, 2. Viscount Melbourne (1779–1848), britischer Politiker
- William F. Lamb (1883–1952), US-amerikanischer Architekt
- William Lamb (Bildhauer) (1893–1951), schottischer Bildhauer
- William Kaye Lamb (1904–1999), kanadischer Bibliothekar, Archivar, Historiker
- Willis Eugene Lamb (1913–2008), US-amerikanischer Physiker
- Winifred Lamb (1894–1963), britische Archäologin